# Hana Benešová (atletka)
Hana Benešová (* 19. dubna 1975 Čáslav) je bývalá česká atletka, běžkyně, jejíž specializací byl běh na 200 metrů a hladká čtvrtka.
V roce 1992 skončila na juniorském mistrovství světa v jihokorejském Soulu ve finále hladké čtvrtky na pátém místě. O rok později si doběhla na juniorském mistrovství Evropy ve španělském San Sebastiánu v závodě na 200 metrů pro stříbrnou medaili. V roce 1994 získala na mistrovství světa juniorů v Lisabonu bronzovou medaili (400 m).
Na halovém MS v Barceloně 1995 byla členkou štafety na 4 × 400 metrů, která vybojovala stříbrné medaile. Kvarteto ve složení Naděžda Koštovalová, Helena Dziurová, Hana Benešová a Ludmila Formanová zde zaběhlo trať v čase 3:30,27. O dva roky později stejné kvarteto skončilo na halovém MS v Paříži těsně pod stupni vítězů, na čtvrtém místě v čase 3:28,47. Tento čas je dodnes českým halovým rekordem.
V roce 1997 vybojovala na premiérovém ročníku Mistrovství Evropy do 23 let ve finském Turku kompletní sadu medailí. Nejcennější, zlatou medaili na dvoustovce, stříbro na dvojnásobné trati a bronz ve štafetě na 4 × 400 metrů. Na medaili se dále podílely Jitka Burianová, Eva Kasalová a Andrea Šuldesová.
Reprezentovala na letních olympijských hrách v Atlantě 1996 a na olympiádě v Sydney o čtyři roky později.